# ムラサキツバメ (蝶)
ムラサキツバメ（紫燕・学名 Narathura bazalus、シノニム：Arhopala bazalus）は、チョウ目・シジミチョウ科に属するチョウの一種。温暖な地域の照葉樹林帯に分布するチョウである。
翅を広げた開長が3.6-4 cm程度。オスの翅の表側は、ほぼ全体が深い紫色に輝く鱗粉で覆われ、周囲を黒褐色で縁取られている。メスでは、紫色は翅全面ではなく、黒褐色の地色の中に、より狭い部分がオスよりもかなり明るい紫色に輝く。翅の裏面は、オスメスとも薄い褐色で、色の濃い斑紋が数個並ぶ。後翅には細い尾状突起が1対ある。近縁種のムラサキシジミとは、本種がわずかに大型であること、前翅の前縁の先端が丸くなること、後翅に尾状突起があることで区別できる。

## 分布
ヒマラヤ地方東部から中国南部にかけての照葉樹林帯を中心に、南はマレー半島、東は台湾、日本まで分布する。南方系のチョウで、日本でも九州南部などでは個体数が多い。地域によりいくつかの亜種に分けられていて、日本に分布するものは日本亜種 Narathura bazalus turbata とされている。
なお、ムラサキツバメは1990年代までは本州（近畿地方以西）、四国、九州に分布していると考えられていたが、1990年代後半以降、従来よりも東側の東海、関東地方や福島県から、成虫、幼虫の目撃、採集報告が相次いだことから、分布をより寒冷な地方へと広げつつあると考えられている。これは、気候の温暖化などの原因の他に、ムラサキツバメの幼虫の食草となるマテバシイやシリブカガシなどの植物のうち、特にマテバシイが街路樹や庭木として盛んに植樹されていることが関係しているとみられる。また、これらの地方では春に成虫がほとんど観察できず、夏から秋にかけて個体数が増えることから、越冬できる個体がいないかまたはかなり少なく、毎年暖かい地方から移動してきたチョウが夏の間だけ一時的に分布しているという可能性もある。

## 生活環
越冬した成虫は、春先になると活動を再開し、食草のマテバシイやシリブカガシなどの新芽や若枝の付け根などに卵を1個ずつ産む。
卵が孵化すると、幼虫は柔らかい新芽の中にもぐりこんで成長し、その後、葉を折り曲げた巣を作って、若葉を食べる。なお、ムラサキツバメの幼虫は体からアリの好む液体を分泌し、トビイロケアリなどのアリに守られる代わりにアリに分泌物を提供するという共生をおこなうことが知られている。
日本では、その年最初の成虫は5月下旬から6月にかけて現れ、3-4世代を繰り返しながら11月頃まで成虫が見られる。冬は成虫で越冬し、林の下草の葉の裏などで、数匹から10数匹ほどが寄り集まって冬を越す。